# U-20-Fußball-Südamerikameisterschaft 1991
Die XV.U-20-Fußball-Südamerikameisterschaft 1991 fand vom 1. Februar 1991 bis zum 17. Februar 1991 in Venezuela statt.
Ausgetragen wurden die Begegnungen zur Ermittlung des Turniersiegers in den Städten Puerto Ordaz und San Cristóbal. Es nahmen am Turnier die Nationalmannschaften Argentiniens, Boliviens, Brasiliens, Chiles, Kolumbiens, Ecuadors, Paraguays, Perus, Uruguays und Venezuelas teil. Gespielt wurde in zwei Gruppen und einer anschließend ebenfalls im Gruppenmodus ausgetragenen Finalphase. Aus der Veranstaltung ging Brasilien als Sieger hervor. Die Plätze zwei bis vier belegten die Nationalteams aus Argentinien, Uruguay und Paraguay. Brasilien, Argentinien und Uruguay qualifizierten sich somit für die Junioren-Fußballweltmeisterschaft 1991 in Portugal.
Torschützenkönig des Turniers war der Argentinier Juan Esnáider mit sieben erzielten Treffern.